# Kostel Všech svatých (Libočany)
Kostel Všech svatých je římskokatolický farní kostel zasvěcený Všem svatým v Libočanech v okrese Louny. Od roku 1964 je chráněn jako kulturní památka.

## Historie
Kostel nechal spolu s farou v letech 1749–1769 postavit majitel libočanského panství Václav Karel Schroll ze Schrollenbergu.

### Program záchrany architektonického dědictví
V rámci Programu záchrany architektonického dědictví bylo v letech 1995–2014 na opravu památky čerpáno 1 700 000 Kč.
| rok    | 1997  | 1998 |
| ------ | ----- | ---- |
| částka | 1 100 | 600  |

## Stavební podoba

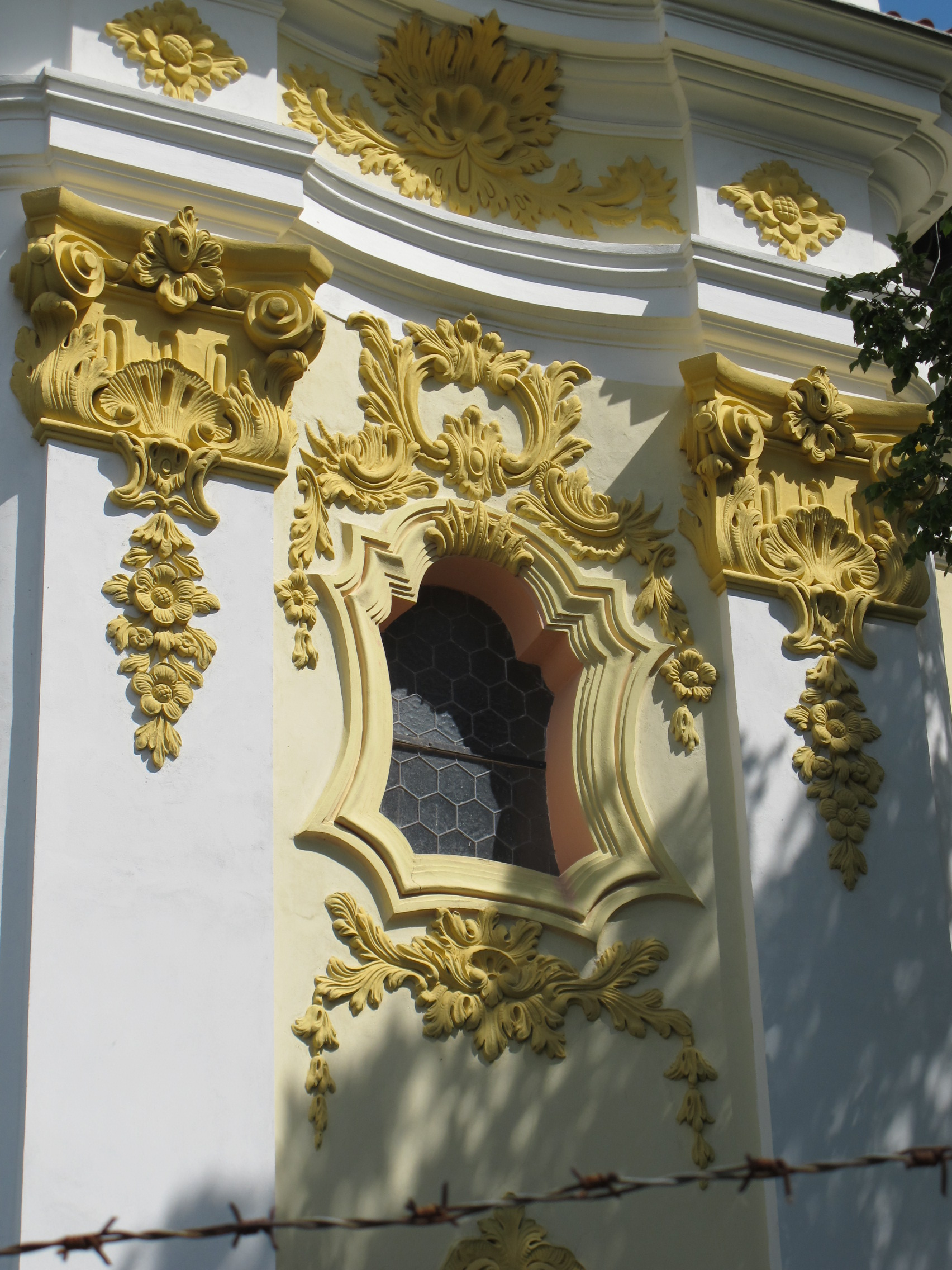
Detail okna

Rokokový kostel je jednolodní. Na východní straně ho zakončuje trojboký presbytář zaklenutý plackovou klenbou. K jižní straně presbytáře je přiložena obdélná sakristie. Západnímu průčelí dominují dvě čtverhranné věže. Fasádu člení pilastry a zdobí ji bohatá rokajová výzdoba. Kostelní loď je zaklenutá složitou plackovou klenbou. Loď podpírají pilíře členěné pilastry s kladím. Na stavebních prvcích (stěny, pilíře, ostění oken ad.) se dochovala původní barevná výzdoba. Iluzívní malbu na hlavním oltáři a fresku na stropech presbytáře a lodi namaloval malíř Jan Václav Tschöpper.

## Vybavení
Hlavní oltář je tvořen iluzívní architekturou se dvěma rokokovými vazámi, rokajemi a alegoriemi křesťanských ctností. Před ním se nachází menza s anděly a andělíčky. Boční oltář zasvěcený pražskému Jezulátku zdobí sochy svatého Václava a svatého Jana Nepomuckého. Druhý boční oltář je zasvěcen Panně Marii a doplněn sochami svaté Alžběty a svaté Anny. Autorem obou oltářů a řezbářské výzdoby varhan je mašťovský řezbář Jakub Eberle. Vybavení doplňují rokoková kazatelna, lavice a dveře.